# Буковинка (волейбольный клуб)
«Буковинка» (укр. «Буковинка») — украинский женский волейбольный клуб из Черновцов. 

## Достижения
- чемпион Украины 2025;
  - бронзовый призёр чемпионата Украины 2024.
- серебряный призёр розыгрыша Кубка Украины 2025.
- обладатель Суперкубка Украины 2024.

## История
Профессиональный волейбольный клуб «Буковинка» образован в 2016 году в Черновцах под патронажем Черновицкого торгово-экономического института Киевского национального торгового-экономического университета (ЧТЭИ КНТЭУ). В сезоне 2016/2017 команда дебютировала в чемпионате Украины, заняв 8-е место (из 9 команд) в высшей лиге. На протяжении 7 сезонов «Буковинка» выступала в высшей лиге, а в 2023 году, заняв в ней 4-е место, получила путёвку в суперлигу.
Первый же сезон среди команд суперлиги под руководством тренера Артёма Дегтяренко принёс «Буковинке» бронзовые награды. Заняв на предварительной стадии чемпионата 3-е место, в четвертьфинале черновицкие волейболистки обыграли ровненскую «Регину» 2-0, а в полуфинале с тем же счётом в серии уступили днепровской «Аланте». В серии за 3-е место «Буковинка» оказалась сильнее «Балты» из Одесской области 3-0 (3:1, 3:1, 3:0). В финале восьми Кубка Украины волейболистки из Черновцов в полуфинале проиграли «Аланте» 2:3, а в матче за 3-е место — «Балте» 1:3.
В сезон 2024/2025 команды суперлиги вступили сразу без двух сильнейших клубов страны — прекративших существование «Прометея», и «Аланты» из Днепропетровской области. Оставшимся командам предстояло определить новую табель о рангах в клубных соревнованиях Украины и «Буковинка» под руководством опытнейшего тренера Гария Егиазарова, перешедшего из расформированной «Аланты», в этом плане преуспела больше других. В ноябре 2024 команда из Черновцов выиграла суперкубок, победив «Балту» 3:1. В финале розыгрыша Кубка страны «Буковинка» уступила той же «Балте» 0:3. В чемпионате Украины черновицкая команда имела подавляющее преимущество над соперниками, одержав 21 победу в 22 проведённых матчах, в том числе в трёх финальных над «Балтой» 3:0, 3:1, 3:0. Лучшим игроком чемпионата признана нападающая «Буковинки» Полина Дзюба.

## Арена
Домашней ареной ВК «Буковинка» является «ПВЛУ Арена», расположенная в селе Годылов Черновицкого района Черновицкой области. Открыта в 2022 году. Принадлежит Профессиональной волейбольной Лиге Украины (ПВЛУ). В 2022—2024 годах из-за продолжающейся российско-украинской войны на этой арене прошли почти все матчи мужской и женской суперлиги.  

## Сезон 2024—2025

### Состав
| №  | Имя, фамилия         | Год рождения | Рост | Амплуа      | Гражданство |
| -- | -------------------- | ------------ | ---- | ----------- | ----------- |
| 2  | Лидия Лучко          | 1986         | 186  | центральная | Украина     |
| 3  | Полина Дзюба         | 2004         | 186  | нападающая  | Украина     |
| 4  | Екатерина Жилинская  | 2007         | 194  | центральная | Украина     |
| 5  | Александра Молчанова | 2007         | 184  | связующая   | Украина     |
| 6  | Кристина Немцева     | 1998         | 164  | либеро      | Украина     |
| 7  | Екатерина Черкашина  | 2004         | 183  | центральная | Украина     |
| 8  | Андриана Павлик      | 2005         | 178  | нападающая  | Украина     |
| 9  | Полина Герасимчук    | 2006         | 183  | центральная | Украина     |
| 10 | Станислава Парфёнова | 1998         | 182  | связующая   | Украина     |
| 11 | Юлия Каминская       | 1996         | 177  | нападающая  | Украина     |
| 16 | Дарина Онищенко      | 2008         | 185  | нападающая  | Украина     |
| 17 | Кира Лисова          | 2009         | 189  | нападающая  | Украина     |
| 22 | Арина Бойко          | 2003         | 173  | либеро      | Украина     |
| 23 | Марина Федчук        | 1996         | 183  | нападающая  | Украина     |

- Главный тренер — Гарий Егиазаров.
- Тренеры — Игорь Меркушев, Елена Козыряцкая-Середа.

- Генеральный директор ВК «Буковинка» — Вячеслав Цуркан.